# Turrella gracilis
Turrella gracilis é uma espécie de gastrópode do gênero Turrella, pertencente a família Clathurellidae.